# David Del Tredici
David Del Tredici (Cloverdale, 16 marzo 1937 – New York, 18 novembre 2023) è stato un compositore e pianista statunitense, considerato uno dei massimi compositori neoromantici.

## Biografia
Italoamericano nato in California, debuttò come pianista a 17 anni con la San Francisco Symphony Orchestra. Frequentò l'Università di Berkeley, dove si laureò in musicologia nel 1964. Si perfezionò a Princeton, studiando con Earl Kim, Seymour Shifrin e Roger Sessions.
Prese ispirazione dal personaggio di Alice dei libri di Lewis Carroll per comporre alcuni pezzi sinfonico-vocali,
come An Alice Symphony (1969), Final Alice (1976), diretta da Georg Solti con Barbara Hendricks a Chicago, Illustrated Alice (sempre 1976), la cui prima esecuzione assoluta fu diretta da Seiji Ozawa nel War Memorial Opera House di San Francisco, e Child Alice (1980-81).
Per le sue composizioni trasse spunto spesso dalla letteratura - da Bram Stoker a James Joyce, passando per 
Allen Ginsberg, Thom Gunn e Federico García Lorca - dalle vicende personali e dalle proprie esperienze omosessuali.
Anche se la sua formazione giovanile si basò sulla tecnica seriale, Del Tredici si servì sempre della scrittura tonale.
Tra i suoi allievi si annoverano John Adams e Tison Street.
Del Tredici è morto nella sua casa di New York il 18 novembre 2023. Da tempo conviveva con la malattia di Parkinson.